# 布雷厄姆 (明尼蘇達州)
布雷厄姆（英語：Braham）是一個位於美國明尼蘇達州伊善提縣及卡內貝克縣的城市。

## 歷史
布雷厄姆的郵局自1891年營運至今。當地由鐵路公司老闆命名。

## 人口
根據2020年美國人口普查的數據，布雷厄姆的面積為4.19平方千米，當中陸地面積為4.17平方千米，而水域面積為0.02平方千米。當地共有人口1769人，而人口密度為每平方千米422人。